# Фогарти, Эмби
Эмброуз «Эмби» Геральд Фогарти (англ. Ambrose "Amby" Gerald Fogarty; 11 сентября 1933, Дублин — 3 января 2016, Лимерик, Манстер) — ирландский футболист и тренер. Играл на позиции полузащитника.

## Клубная карьера
Профессиональную карьеру начал в 1953 году в столичном клубе «Богемианс». В 1955 году перешёл в «Гленторан». Через 2 года подписал контракт с «Сандерлендом». В дебютном матче против лондонского «Челси» также отметился забитым голом. За 6 лет в составе «чёрных котов» играл с такими легендами, как Чарли Хёрли и Брайан Клаф, а также получил вызов в национальную сборную Ирландии. В 1963 году стал игроком клуба «Хартлпул Юнайтед», в котором играл до 1966, после чего переквалифицировался в играющего тренера.

## Карьера за сборную
Дебют за национальную сборную Ирландии состоялся 11 мая 1960 года в товарищеском матче против сборной ФРГ (1-0). Всего Фогарти провёл за сборную 11 матчей и забил 3 гола.

### Голы за сборную
| Гол | Дата            | Место                      | Соперник     | Счёт | Результат | Турнир                                |
| --- | --------------- | -------------------------- | ------------ | ---- | --------- | ------------------------------------- |
| 1.  | 29 октября 1961 | Страговский стадион, Прага | Чехословакия | 4-1  | 7-1       | Квалификация на ЧМ 1962               |
| 2.  | 12 августа 1962 | Далимаунт-Парк, Дублин     | Исландия     | 2-1  | 4-2       | Квалификация на Чемпионат Европы 1964 |
| 3.  | 13 октября 1963 | Далимаунт-Парк, Дублин     | Австрия      | 2-1  | 3-2       | Квалификация на Чемпионат Европы 1964 |